# Orthotrichum tenellum
Orthotrichum tenellum là một loài Rêu trong họ Orthotrichaceae. Loài này được Bruch ex Brid. mô tả khoa học đầu tiên năm 1827.